# Ivar Lykke (futbolista)
Ivar Lykke Seidelin-Nielsen (Frederiksberg, Hovedstaden, 7 de març de 1889 - Frederiksberg, 9 de gener de 1955) va ser un futbolista danès que va competir a començament del segle xx. Jugà com a centrecampista i en el seu palmarès destaca la medalla de plata en la competició de futbol dels Jocs Olímpics d'Estocolm, el 1912.
Pel que fa a clubs, jugà al KB entre 1909 i 1923. A la selecció nacional jugà un total de 27 partits, en què no marcà cap gol. Debutà contra Anglaterra l'octubre de 1911 i disputà el seu darrer partit contra Espanya als Jocs Olímpics de 1920.